# Gojko Šušak
Gojko Šušak, (16 de marzo de 1945-3 de mayo de 1998) fue un político croata, quien fuera el primer ministro croata de defensa (de 1991 a 1998). Perteneció al grupo de los croatas de Bosnia-Herzegovina emigrados a Canadá; ingresó a la vida política de la diáspora croata en América del Norte, pasando a ser un amigo y socio cercano de Franjo Tuđman, el líder de la Unión Democrática Croata, partido nacionalista que buscaba la independencia de Croacia de Yugoslavia.
Cuando Tuđman fue elegido presidente de Croacia en 1991, Sušak fue nombrado Ministro de Defensa, cargo que desempeñó durante la Guerra de Yugoslavia, hasta su muerte. Durante su cargo fue un aliado de los Estados Unidos, siendo acusado de crímenes de guerra, aunque nunca fue procesado formalmente.

## Biografía

### Nacimiento y crecimiento
Šušak nació el 16 de marzo de 1945 en Široki Brijeg, en la parte dominada por los croatas Ustasha de la región de Herzegovina, liderada por el Estado Independiente de Croacia, hoy en día al suroeste de Bosnia y Herzegovina. Era el sexto hijo de Ante y Stana Šušak. Su padre y su hermano desaparecieron durante la Segunda Guerra Mundial en Yugoslavia, siendo vistos por última vez antes de que los partisanos yugoslavos entraran a Zagreb.

### Estudios
Después de graduarse en la escuela secundaria, Šušak estudió matemáticas en Rijeka, pero cuando recibió una llamada para un proyecto en el Ejército Popular Yugoslavo, Šušak decidió emigrar, al parecer; contó con la ayuda de frailes franciscanos de Croacia, quienes eran sacerdotes que cruzaban ilegalmente la frontera Yugoslava con la frontera de Austria. Esta afirmación es discutida por algunos, sobre todo por su biógrafo Pablo Hockenos, quien en su libro Homeland Calling afirma que Sušak probablemente abandonó Yugoslavia, al igual que la mayoría de los croatas, como trabajador temporal, pero esta afirmación tampoco está apoyada con o por medio de pruebas sustanciales.
Desde Austria, Šušak llega a Canadá en 1969, donde dos de sus hermanos habían emigrado con anterioridad. Allí trabajó en la construcción y haciendo trabajos ocasionales. Sus opositores políticos en 1990 burlonamente le llamaron "hombre de la pizza", como propietario y dueño por un tiempo de una pizzería, por medio de la cual obtuvo gran parte de su sustento inicial.
En 1973, se casó con otra inmigrante croata, Đurđica Gojmerac quien era una trabajadora social en ese momento. Tuvieron dos hijas, Katarina y Jelena y un hijo llamado Tomislav, y vivieron temporalmente en paz en los suburbios. Sin embargo, Šušak fue al mismo tiempo uno de los inmigrantes políticos croatas más activos en Canadá, trabajando en la organización de las escuelas de Croacia, donde también daba clases, dirigía clubes de fútbol, organizaba eventos en la iglesia local, entre otras actividades. Su trabajo más notable fue ayudar a la apertura de estudios de la Cátedra de Croacia en la Universidad de Waterloo en 1988.
Era un anticomunista fiel y un nacionalista croata acérrimo, directamente involucrado con la causa de la independencia croata durante la existencia de Yugoslavia, y luego involucrado en la subsiguiente guerra de Croacia. Él fue un importante aliado de los Estados Unidos, que durante la guerra le convencieron de dejar de lado su objetivo de anexar zonas bosnio-croatas a Croacia.

### Postura política
En 1979 Šušak, junto con sus amigos inmigrantes, planeaba poner un cerdo en un ataúd frente a la embajada de Yugoslavia, ya fuera con la intención de dejarlo suelto en territorio de la Embajada o posiblemente matarlo. Sin embargo, este plan fue interrumpido por la Sociedad Protectora de Animales de Ontario, que rescató al animal.
Durante su exilio, Šušak se asoció con los franciscanos croatas de Canadá, especialmente en la misión de Norval, los que participaron activamente en política. Šušak y los sacerdotes de Norval fueron los anfitriones de la reunión de partisanos de Croacia, presidida por el distinguido disidente Franjo Tuđman, y quien durante su viaje visitaría a algunos inmigrantes croatas en Canadá, esto sucedió a finales de la década de los 80. Durante esa visita, Tuđman y Šušak se hicieron amigos construyendo un vínculo que duraría hasta la muerte de Šušak.
Šušak y su círculo lograron recaudar grandes sumas de dinero entre los croatas de Norteamérica, con las que ayudaron a financiar a Tuđman en su ascenso al poder en Croacia. Šušak regresó a Croacia en 1989, y se convirtió en un alto funcionario del partido HDZ, que bajo el liderazgo y batutra de Tudman, y tras ganar las elecciones del partido en 1990, conocidas como las primeras elecciones libres en Croacia y el resto de Yugoslavia desde Segunda Guerra Mundial), fue posteriormente nombrado como Ministro de Inmigración.
El 25 de junio de 1991 Croacia y Eslovenia declararon su independencia de Yugoslavia. En septiembre de 1991, Šušak fue nombrado ministro de defensa, mientras que en Croacia se estaba ya en guerra contra los rebeldes croatas de Bosnia-Herzegovina, los que no contaban ya con el apoyo del Ejército Popular Yugoslavo; y quienes estaban en una posición desfavorable.
En su papel como ministro de Defensa, su postura siguió siendo motivo de controversia. Se afirma que tras la gestión de Šušak para la compra de armas para el Ejército de Croacia, una gran cantidad de fondos recaudados dentro de los círculos de emigrantes croatas fueron indebidamente apropiados por este. El jefe de la policía Josip Reihl-Kir fue asesinado en Eslavonia Oriental, un par de días antes de su asesinato comentaba que "Šušak iba ordenar su liquidación" y señaló también que Šušak estaba en el grupo que disparó misiles Armbrust contra residencias civiles en Borovo Selo en abril de 1991, un hecho anterior a los asesinatos de Borovo Selo.
Susak obtuvo así una considerable ayuda económica de los emigrantes croatas acaudalados. Mientras, los serbios lograron ocupar un cuarto del territorio de Croacia, lo que luego sería declaró como la República Serbia de Krajina, y cuando la guerra se extendió a la vecina República Federal de Bosnia y Herzegovina (en el periodo 1992-1995); y la cual era de carácter ya multiétnico, encabezó el apoyo a los bosnio-croatas durante la guerra, incluyendo durante la guerra contra los bosníacos de un año de duración y tras la cual forzó al presidente bosnio Alija Izetbegovic a aliársele.
En el curso del conflicto armado, Šušak encabezó el apoyo a los croatas de Bosnia durante la guerra de 1992-95, entre ellos un conflicto de un año con los bosnios, durante la que se cometieron atrocidades por ambas partes. Susak ayudó a persuadir a los croatas de Bosnia de aceptar el acuerdo de paz de Dayton del año 1995, con el que se frustró finalmente el objetivo de los extremistas propiamente dichos de una posible unión con Croacia.
En 1997, temiendo que Washington castigaría a Croacia con una única operación militar, Susak ayudó a organizar la entrega de unos 11 sospechosos de crímenes de guerra croatas, la mayoría citados por hechos ocurridos en Bosnia, al tribunal de La Haya. Estas acciones llevaron a la creación de una autoproclamada entidad croata llamada Herceg-Bosnia, y a enfrentarse a una posible guerra entre el HVO y el ARBiH, con el que se había aliado con anterioridad, y con el que se había combatido con éxito contra los serbios.
Un informe de la Comisión Croata del Consejo de Defensa encontró que Šušak era responsable de la caída de Posavina en septiembre de 1992, y que había entregado territorios estratégicamente vitales para las fuerzas de Croacia a los serbios de Bosnia. En 1994, un grupo de oficiales del HDZ, que incluían al presidente croata Stjepan Mesić, abandonaron el partido y causa de las políticas de Tuđman y Šušak en Bosnia y Herzegovina, así como se culpaba a este de las pérdidas políticas que Mesić y Manolić les achacaban durante su permanencia en el anterior partido político.
En el mismo año, después de que Estados Unidos apoyara los diferentes esfuerzos diplomáticos para una pronta reconciliacióm entre croatas y bosnios, Šušak dirigió una ofensiva contra numerosos serbios en Croacia y Bosnia en 1995. Luego, Šušak ayudó a Tuđman en la organización y puesta en marcha de la Operación Flash y la Operación Tormenta, los dos fueron unos sendos ataques militares contra los rebeldes serbios en Croacia. Los serbios de Bosnia por su parte, sufrieron una serie de derrotas, las que les obligaron a iniciar las negociaciones de paz, luego de las que produjeron los Acuerdos de Dayton, donde Šušak fue uno de los principales negociadores por parte de Croacia en Dayton.
Durante, y después de la guerra, fue criticado por el estbalecimiento de la firma RH-Alan en el período de entreguerras, de la que se rumora el que haya posiblemente adquirido armas desde la Argentina, todo ello en total violación del embargo de armas, impuesto por la ONU a Croacia.
En 1997, el Tribunal Penal Internacional para la ex Yugoslavia contempló citar y enjuiciar a Šušak. Él estuvo representado por el futuro presidente de Croacia Ivo Josipović, en el respectivo procedimiento.

## Muerte
Al ser un adicto fumador, Šušak fue diagnosticado con cáncer de garganta. Como paciente, fue tratado en el Walter Reed Army Medical Center, al igual que Tudjman; quien también fue diagnosticado con un cáncer en la misma época. Gojko Šušak falleció en Zagreb a la edad de 53 años.
Šušak sostuvo estrechos vínculos con el gobierno estadounidense, especialmente con el Secretario de Defensa William Perry. Este se presentó al funeral de Sušak, viajando desde la ciudad de Washington, y declaró que venía como "amigo personal". En su panegírico, parafraseó el verso de Shakespeare que dice "Ahora, ahí va el hombre, y nunca le mirarán a su vez como uno...".
En Croacia, Sušak fue considerado como una figura clave en el esfuerzo del éxito de guerra por algunos, y cabecilla de altos hechos de corrupción por otros. Una Avenida principal en Zagreb, la Avenida Gojko Šušak fue rebautizada con su nombre como un homenaje póstumo.